# 8549 Alcide
8549 Alcide eller 1994 FS är en asteroid i huvudbältet som upptäcktes den 30 mars 1994 av Farra d'Isonzo-observatoriet i Farra d'Isonzo. Den är uppkallad efter Alcide Bittesini.
Asteroiden har en diameter på ungefär 4 kilometer och den tillhör asteroidgruppen Nysa.